# الراو
الراو (به آلمانی: Ellerau) یک شهر در آلمان است که در زگه‌برگ واقع شده‌است. الراو ۵٬۶۷۱ نفر جمعیت دارد.

## خواهرخوانده
شهر Højer Sogn خواهرخواندهٔ الراو هست.